# Jakob Albrekt Flintberg
Jakob Albrekt Flintberg, född 1751, död 1804, var en svensk kameral författare. Han var bror till författaren Carl Henric Flintberg.
Flintberg var tjänsteman i Kommerskollegium, och blev vice advokatfiskal där 1790 samt kommerseråd över stat 1803. Han är känd för sina goda arbeten i svensk närings- och sjörätt, främst det länge anlitade samlingsverket Lagfarenhetsbibliotek (1796-1807).